# 43436 Ansschut
43436 Ansschut è un asteroide troiano di Giove del campo greco. Scoperto nel 2000, presenta un'orbita caratterizzata da un semiasse maggiore pari a 5,1532720 au e da un'eccentricità di 0,0036283, inclinata di 8,35816° rispetto all'eclittica.
L'asteroide è dedicato alla pattinatrice su ghiaccio olandese Ans Schutt, campionessa olimpica nel 1968.